# Juani Ruiz Hidalgo
Juani Ruiz Hidalgo (Badolatosa, 10 de juny de 1962) és una actriu i cantant andalusa, coneguda pels seus papers en les sèries d'Atresmedia Veneno, Cardo i Vestidas de azul.

## Carrera
Abans d'anar-se'n a Madrid va treballar amb la seva família en les tasques agrícoles de les campanyes del seu poble natal.
Va començar a estudiar teatre l'any 2000, a l'escola La Lavandería. Va interpretar en petits escenaris obres com ara Les bruixes de Salem.
Juani Ruiz va saltar a la fama l'any 2020 amb el seu debut actoral, interpretant-se a si mateixa en la sèrie biogràfica d'Atresmedia Veneno, produïda per Javier Calvo i Javier Ambrossi i centrada en la vida de Cristina Ortiz «La Veneno».
El 2021 va interpretar el paper de Puri a Cardo. L'actriu es va congratular a més que a través d'aquest paper va interpretar per primera vegada a una dona cisgènere, en lloc d'una dona trans com era habitual.
El març de 2023 va estrenar el seu primer senzill, «Fantasmas del pasado». Per a l'elaboració del videoclip va comptar amb la col·laboració del periodista José Mola i la drag queen Peka Mimosa, i va ser rodat a Madrid. L'escriptora i activista Valeria Vegas es va referir a ella en referència al videoclip com a «dona de somnis complerts», atès que la Juani va voler ser cantant des de la seva infància.
Va reprendre el seu paper interpretant-se a si mateixa en la sèrie d'Atresmedia Vestidas de azul, continuació de Veneno, que es va estrenar el desembre de 2023.
El març de 2024 va llançar el seu segon senzill, «Ahora viene lo mejor».
Practica diàriament ioga des de fa molts anys.

## Premis i reconeixements
- Premi honorífic CinemaTrans (2024).[6]